# Vieux-lès-Asfeld
Vieux-lès-Asfeld település Franciaországban, Ardennes megyében. Lakosainak száma 298 fő (2022. január 1.). Vieux-lès-Asfeld Asfeld, Avaux, Brienne-sur-Aisne, Houdilcourt és Poilcourt-Sydney községekkel határos.

## Népesség
A település népessége az elmúlt években az alábbi módon változott:
| Lakosok száma | 264  | 241  | 272  | 261  | 320  | 331  | 314  | 305  | 302  | 298  |
|               | 1968 | 1982 | 1990 | 2006 | 2013 | 2015 | 2017 | 2019 | 2020 | 2022 |